# ABC-mordene
ABC-mordene er en Hercule Poirot–krimi fra 1935, hvor forfatteren Agatha Christie sætter sin detektiv på sporet af en mulig seriemorder, som benytter alfabetet til sin femgangsmåde ved drabene.

## Handling
Poirot modtager et brev med meddelelse om datoen for drabet på "A". Forudsigelsen går i opfyldelse, da Mrs. Asher i Andover bliver myrdet, ligesom "B" og "C" (Betty Barnard i Bexhill-on-Sea og Sir Carmichael Clarke i Churston) bliver ofre for tilsvarende forudsigelser. Brevskriveren, der benytter underskriften ABC må være identisk med morderen, som efterlader The ABC Rail Guide, en køreplan for British Railways på gerningsstederne. Arthur Hastings følger væsentlige dele af opklaringen og beretter herom, men samtidig er der i tredje person en fortælling om Alexander Bonaparte Custs færden.  Cust, der lider af stærke migræneanfald og hævder, at han i perioder har hukommelsestab, bliver hurtigt politiets hovedmistænkte; men Poirot følger andre kriminaltekniske spor.
I slutningen af bogen, efter at Poirot endnu engang har vist sig klogere end Scotland Yards Inspector Japp, udbryder Japp: "Det skulle ikke undre mig, hvis De ender med at efterforske deres egen død". Denne bemærkning antyder, at Christie allerede her havde udtænkt plottet til den senere bog Tæppefald. Pointen i romanen afsløres i Agatha Christies fortælleteknik

## Efterligninger
Flere romaner og film er stærkt inspirerede af bogen, bl.a. Elizabeth Liningtons Greenmask og Ellery Queens Cat of Many Tails..

## Anmeldelser
Handlingens komplekse udformning og den usædvanlige anvendelse af ABC–køreplanen blev af samtiden opfattet som en "genistreg" og også de to bedst kendte Christie-biografier karakteriser romanen som en af Christies bedste. Robert Bernard tilføjer dog: "Gudskelov gennemførte hun ikke planen til 'Z'" 

## Danske udgaver
- Hasselbalch, 1938.
- Carit Andersen (De trestjernede kriminalromaner, bind 3); 1960.
- Carit Andersen (De trestjernede kriminalromaner, bind 3); 1962.
- Carit Andersen (De trestjernede kriminalromaner, bind 3); 1967.
- Lademann; Union; 1979. ISBN 87-15-00946-7
- Forum Krimie; 1984. ISBN 87-553-1298-5
- Peter Asschenfeldts Nye forlag, 1998. Bogklubudgave. ISBN 87-7880-278-4
- Peter Asschenfeldts Nye forlag, 1998. ISBN 87-7880-937-1

## Bearbejdning
ABC-mordene indgår i tv-serien Agatha Christie's Poirot, med David Suchet som Poirot og i en tv-miniserie i tre dele fra 2017, med John Malkovich som Poirot.